# 站前街道 (广州市)
站前街道，是中华人民共和国广东省广州市荔湾区下辖的一个乡镇级行政单位。

## 行政区划
站前街道下辖以下地区：
站西社区、克山社区、西站社区、陈岗社区、流花社区和侨苑社区。